# Historia de Argelia

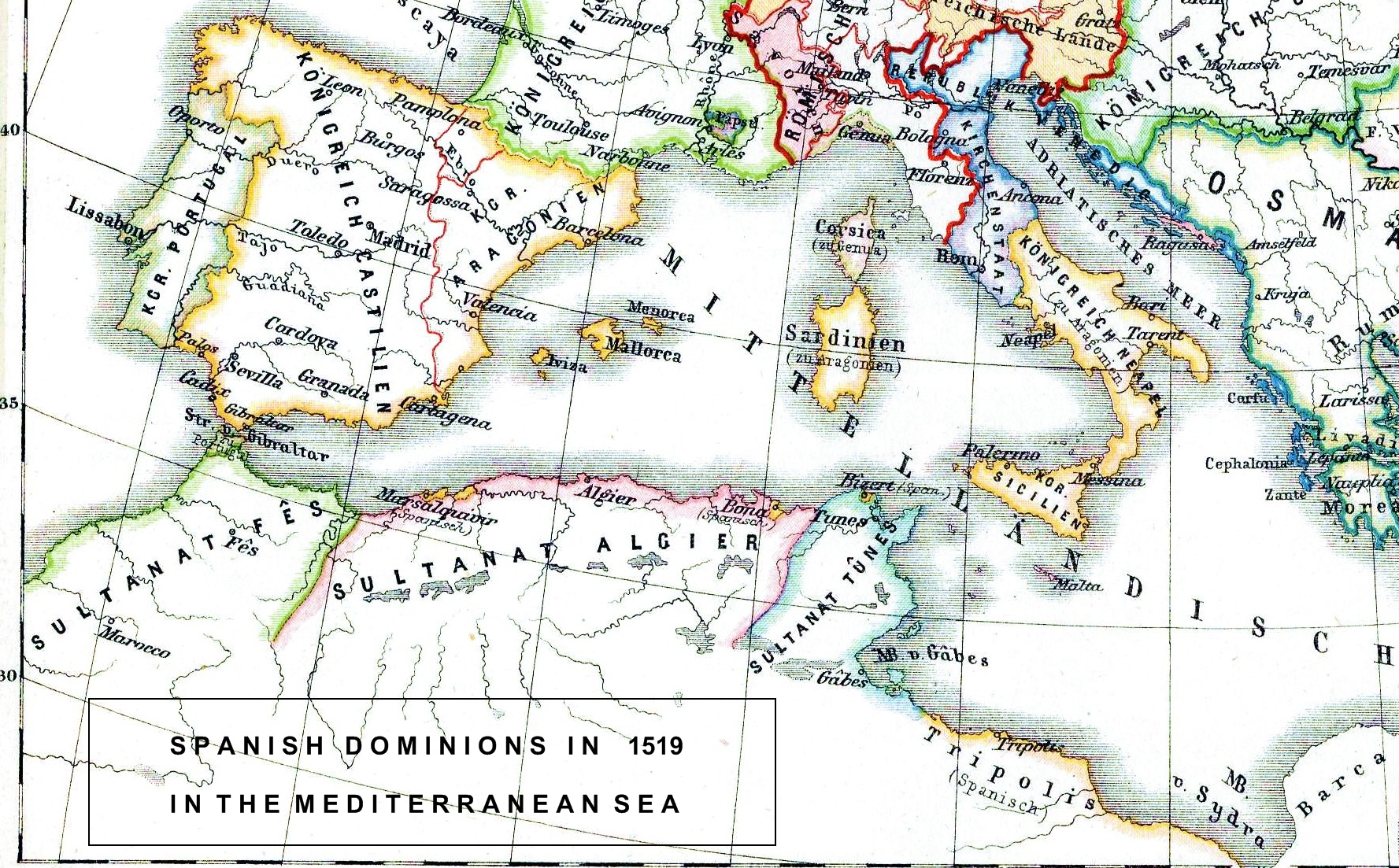
Argelia en 1519, cuando España controlaba algunos enclaves en su costa

Gran parte de la historia de Argelia toma lugar en la planicie costera del norte de África, frecuentemente llamada Magreb. Esta fue una región transitada por poblaciones con rumbo hacia Europa o el Oriente Medio, por lo que los habitantes de la región se han visto influenciados por poblaciones de otras áreas, como los cartagineses, los romanos y los vándalos. La región fue conquistada por los musulmanes a principios del siglo VIII, pero se separó del Califato Omeya después de la Revuelta Bereber de 740. Más tarde, se establecieron varias comunidades bereberes, árabes, musulmanes persas, sunitas, chiitas e ibadíes que gobernaron partes de la Argelia moderna: incluidos los rostomitas, la tribu Banū Ifrēn, los fatimíes, ziríes, hamadíes, almorávides, almohades, hafsíes entre otros. Durante el período otomano, Argel fue el centro de la trata de esclavos bereberes, lo que llevó a muchos conflictos navales. Los eventos significativos más recientes en la historia del país han sido la guerra de Independencia de Argelia y la guerra civil argelina.

## Prehistoria
Se ha demostrado evidencia de ocupación humana en Argelia con el descubrimiento de unas herramientas de piedra de 1.8 millones de años de antigüedad en Ain Hanech en 1992. En 1954, C. Arambourg descubrió fósiles de Homo erectus que databan de hace 700 000 años. Se desarrolló una civilización neolítica (caracterizada por la domesticación de animales y la agricultura) en el Magreb, entre el 6000 y el 2000 a. C. Este tipo de economía, ricamente representada en las pinturas de la cueva de Tassili n'Ajjer, predominó en el Magreb hasta el periodo clásico. La amalgama de pueblos del norte de África finalmente se fusionó en una nueva población nativa, los bereberes, que carecían de un lenguaje escrito y, por lo tanto, tendían a ser pasados por alto o marginados en los relatos históricos.

## Edad Antigua

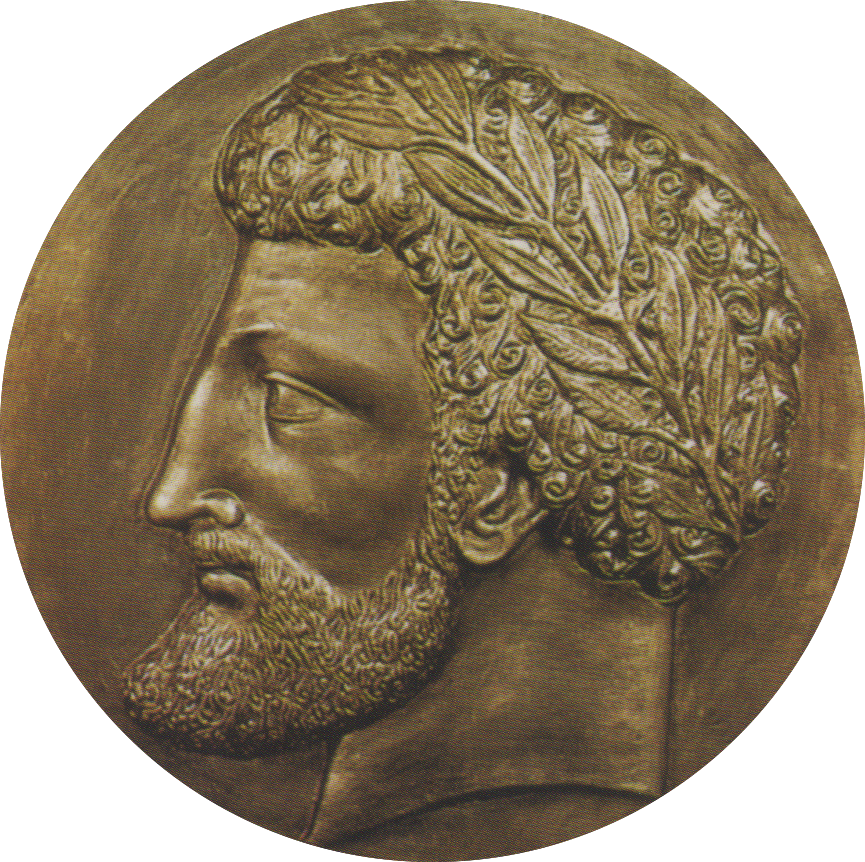
Masinisa

Desde el 4000 a. C. los pueblos nativos del norte de África, identificados por los romanos como bereberes, resistieron eficazmente a los invasores fenicios, romanos, vándalos, bizantinos y turcos, aunque sucumbieron finalmente ante las conquistas del islam, por lo que ahora la lengua más hablada es el árabe.

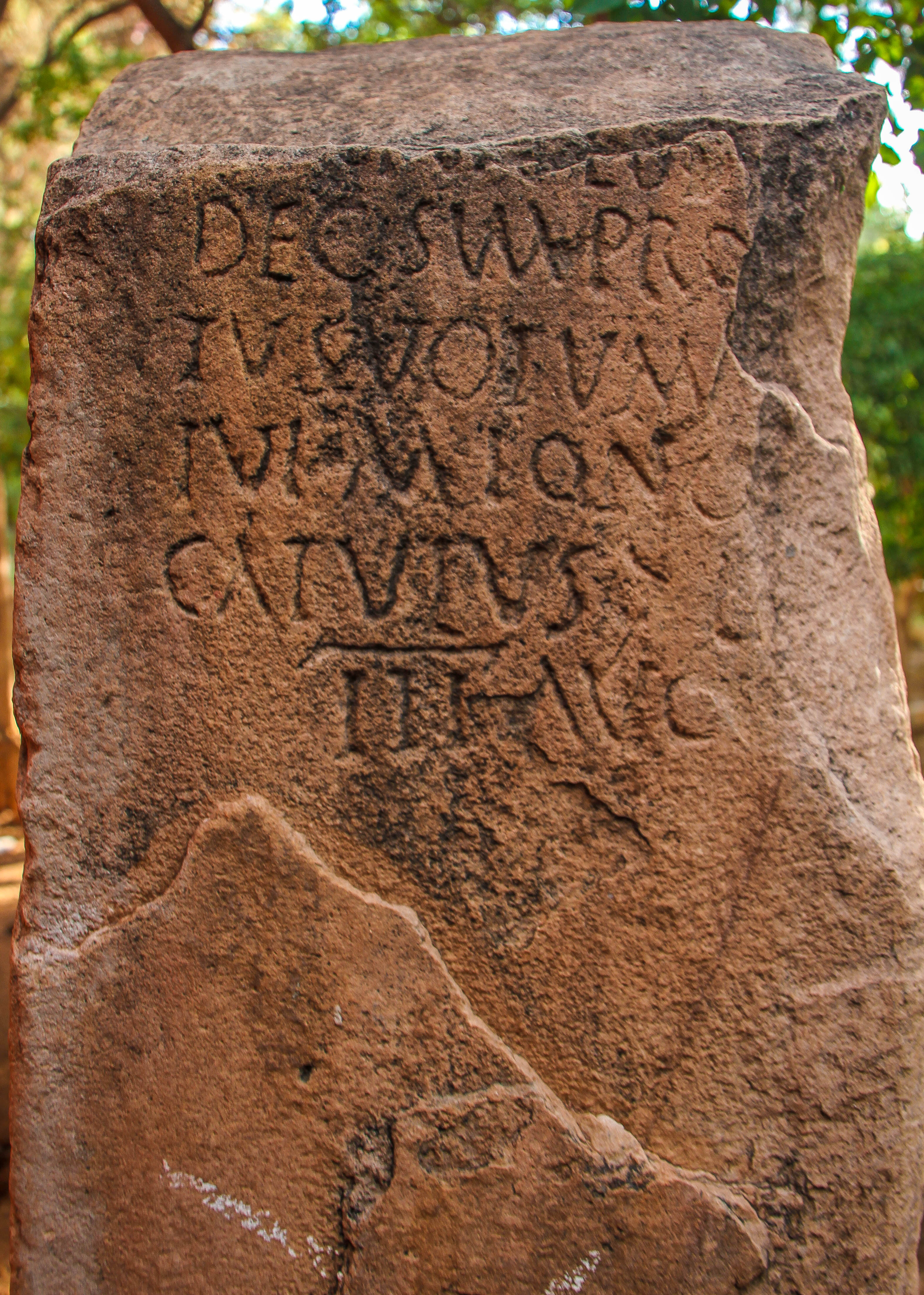
Inscripción romana de Agueneb en la provincia de Laghouat

Alrededor del 900 a. C., unos comerciantes fenicios de Tiro llegaron a la costa del norte de África y  establecieron la ciudad de Cartago (actualmente Túnez). Durante ese periodo la civilización bereber ya estaba a un nivel donde la agricultura, la fabricación, el comercio y la organización política podían sustentar la existencia de varios Estados. Aparecieron rutas comerciales entre los bereberes del interior del continente y Cartago, pero la expansión de esta última propició la esclavitud y el reclutamiento militar de bereberes y la recaudación de tributos entre otras opresiones.
El Estado cartaginés decayó debido a sucesivas derrotas frente a Roma en las guerras púnicas y en 146 a. C., la ciudad fue destruida. Tras este evento, la influencia de los líderes nativos bereberes creció.
En el siglo II a. C., habían surgido varios reinos bereberes de gran tamaño pero de poca organización. Después de eso, el rey Masinisa logró unificar Numidia bajo su mandato.
Medghassen fue rey de diversos reinos independientes de los numidios entre el 12 y el 3 a. C.
El Imperio romano anexionó el territorio bereber en el 24 d. C. Los aumentos en la urbanización y en el área bajo cultivo durante el dominio romano causaron dislocaciones masivas de la sociedad bereber, y la oposición a la presencia romana fue casi constante. La prosperidad de la mayoría de las ciudades dependía de la agricultura, y la región era conocida como el "granero del imperio".
El cristianismo llegó en el siglo II. Al finalizar el siglo IV, los asentamientos fueron cristianizados y muchas tribus bereberes se convirtieron en masa.

## Edad Media

### Argelia musulmana
De acuerdo con los historiadores de la Edad Media, los bereberes se dividieron en dos ramas, Al-Butr y Barnès, también divididas en tribus. Cada región del Magreb está formada por varias tribus. Las mayores de ellas son los Sanhaja, Houaras, Zenata, Masmuda, Kutama, Awarba, Barghawata, etc. A su vez cada tribu está conformada por sub-tribus, cada una con independencia territorial y de toma de decisiones. Varias dinastías bereberes emergieron durante la Edad Media en el Magreb, Sudán, Andalucía, Italia, Malí, Nigeria, Senegal y Egipto.

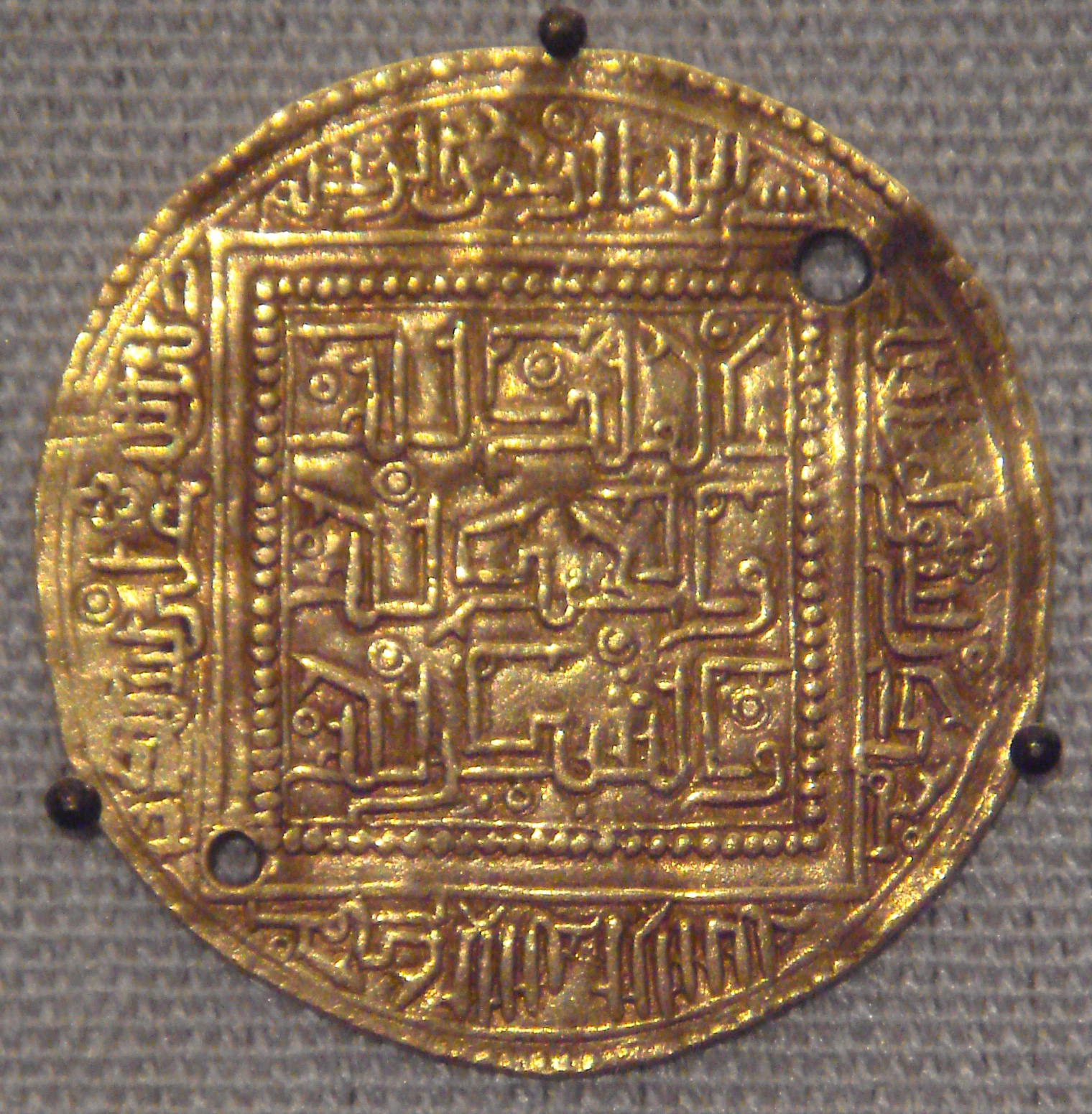
Moneda de los hafsíes, con caligrafía cúfica ornamental, Bugía, Argelia, 1249-1276.

Los siglos VIII y XI trajeron consigo el islam y la lengua árabe. La introducción del mundo árabe en el norte de África significó un impacto profundo en la región ya desde el siglo VII. La nueva lengua y religión produjeron cambios en las relaciones sociales y económicas, establecieron vínculos con una rica cultura y proveyeron de un poderoso idioma de plática y organización. Desde las grandes dinastías bereberes de los almorávides y los almohades hasta los militantes que buscaron la creación de un estado islámico en la década de 1990, el llamado al regreso de los verdaderos valores islámicos ha generado resonancia social y política.
La caída de Roma y la invasión de los vándalos, y la inestabilidad durante el período bizantino permitieron la reconstitución de algunos de los principados bereberes, que se resistieron a la ocupación de los omeyas musulmanes entre los años 670 y 708. Los personajes más conocidos de este conflicto fueron el rey cristiano Kusayla, que venció a Sidi Ocba ibn Nafaa en el año 689, cerca de Biskra, y la reina guerrera Dihya, llamada "la Kahena", que al frente de los bereberes, infligió, en la batalla de Meskiana de 693, una severa derrota al cuerpo expedicionario del emir Hassan Ibn al Noman, que se retiró hasta Trípoli.
Sin embargo las expediciones militares de los árabes en el Magreb, entre el 642 y el 669, resultaron en la propagación del islam. Los Omeyas (dinastía musulmana establecida en Damasco desde el 661 hasta el 750) reconocieron que la necesidad estratégica de dominar el Mediterráneo dictaba un esfuerzo militar concertado en el frente norteafricano. En el 711 las fuerzas omeyas auxiliadas por bereberes convertidos al islam conquistaron todo el norte de África. En el 750, los abasíes sucedieron a los omeyas como califas y movieron el califato a Bagdad. Bajo el dominio de los abasíes, algunos bereberes se rebelaron. Entonces los rostomitas gobernaron la mayor parte del Magreb central, desde la ciudad de Tiaret, al suroeste de Argel. Los imanes ganaron reputación por su honestidad, piedad y justicia, y la corte de Tiaret fue reconocida por su erudición. Sin embargo los imanes rostomitas fracasaron al organizar un ejército decente, lo cual abrió el camino a la caída de Tiaret bajo el asalto de los fatimíes.
Con su interés centrado en Egipto y las tierras musulmanas más allá, los fatimíes dejaron el gobierno de la mayor parte de Argelia a los ziríes y a los hamadíes, una dinastía bereber que centró el poder local significativo en Argelia por primera vez, pero todavía en guerra con los Banu Ifrán (reino de Tremecén) y los Maghraoua (942-1068). Este periodo estuvo marcado por constante conflicto, inestabilidad política y declive económico. Después de una gran incursión de beduinos árabes de Egipto a partir de la primera mitad del siglo XI, el uso del árabe se extendió por la región y los bereberes sedentarios fueron arabizados gradualmente.
El movimiento almorávide ("aquellos que han hecho un retiro religioso") se desarrolló a principios del siglo XI entre los bereberes sanhaya del sur de Marruecos. El ímpetu inicial del movimiento fue religioso, un intento de un líder tribal de imponer disciplina moral y una estricta adhesión a los principios islámicos de sus seguidores. Pero el movimiento almorávide se inició en la conquista militar después de 1054. En 1106, los almorávides habían conquistado Marruecos, el Magreb, en el este, Argel, y la península ibérica, hasta el río Ebro.
Al igual que los almorávides, los almohades ("unitarios") encontraron su inspiración en la reforma islámica. Los almohades tomaron el control de Marruecos en 1146, capturaron Argel alrededor de 1151, y hacia 1160 habían completado la conquista del Magreb central. El apogeo del poder almohade se produjo entre 1163 y 1199. Por primera vez, el Magreb se unió bajo un régimen local, pero las continuas guerras en España limitaron los recursos de los almohades, y en el Magreb su posición se vio comprometida por la lucha de facciones y una reaparición de la guerra tribal.
En el Magreb central, los ziyánidas fundaron una dinastía que gobernó el Reino de Tremecén en Argelia. Durante más de tres siglos, hasta que la región quedó bajo la soberanía otomana en el siglo XVI, los ziyánidas mantuvieron un tenue control en el Magreb central. Muchas ciudades costeras afirmaron su autonomía como repúblicas municipales gobernadas por oligarquías mercantes, jefes tribales de las áreas rurales circundantes o los corsarios que operaban desde sus puertos. No obstante, Tremecén, la "perla del Magreb", prosperó como centro comercial.

### La reconquista cristiana de España
El triunfo final de la Reconquista cristiana de 700 años en España estuvo marcado por la caída de Granada en 1492. Una parte de la población de al-Ándalus es obligada a huir de la península ibérica. Si bien los mudéjares ya habían empezado a emigrar desde finales del siglo XV, la emigración hacia el Magreb se intensifica a partir de la Pragmática de 1502 que les obligaba a convertirse al catolicismo, pero sobre todo a partir de su expulsión completa en 1669. Los moriscos se refugiaron mayoritariamente tanto en Marruecos como en Argelia, países que desconocían por completo. La llegada de estas grandes familias en la mitad oeste de Argelia influyó profundamente en la cultura y en la vida social, y contribuyó a la construcción de las grandes ciudades y en la expansión de su economía. La España cristiana impuso su influencia en la costa del Magreb mediante la construcción de puestos fortificados y la recaudación de tributos. Pero España nunca trató de extender sus conquistas en el norte de África más allá de unos pocos enclaves modestos. El corso era una práctica milenaria en el Mediterráneo, y los gobernantes del norte de África se involucraron cada vez más a fines del siglo XVI y principios del XVII porque era muy lucrativo. Argelia se convirtió en la ciudad-estado de corso por excelencia, y dos hermanos corsarios fueron fundamentales para extender la influencia otomana en Argelia. En la época en que España estaba estableciendo sus presidios en el Magreb, los hermanos corsarios musulmanes Aruj y Khair ad Din, estos últimos conocidos por los europeos como Barbarroja o Barba Roja, operaban con éxito en Túnez. En 1516, Aruj trasladó su base de operaciones a Argel, pero fue asesinado en 1518. Khair ad Din lo sucedió como comandante militar de Argel, y el sultán otomano le otorgó el título de beylerbey (gobernador provincial).

## Enclaves españoles
La política expansionista española en el Norte de África comenzó con los Reyes Católicos y el regente Francisco Jiménez de Cisneros, una vez terminada la Reconquista. De esta forma, varios pueblos y avanzadas en la costa argelina fueron conquistados y ocupados: Mazalquivir (1505), Orán (1509), Argel (1510) y Bugía (1510). Los españoles dejaron Argel en 1529, Bugía en 1554 y Mazalquivir y Orán en 1708. Luego regresaron en 1732 cuando la armada del Duque de Montemar salió victoriosa en la Batalla de Aïn El Turk y tomaron nuevamene Orán y Mazalquivir. Ambas ciudades fueron ocupadas hasta 1792, cuando el rey Carlos IV las vendió al Bey de Argel.

## Argelia otomana
Bajo la regencia de Khair ad Din, Argelia se convirtió en el centro de la autoridad otomana en el Magreb. Durante 300 años, Argelia fue una provincia del Imperio Otomano, con Argel como su capital. Esto con la institución de una administración otomana regular. El turco fue el idioma oficial y los árabes y bereberes fueron excluidos en los puestos de gobierno. En 1671, un nuevo líder tomó el poder, adoptando el título de dey. En 1710, el Dey persuadió al sultán para que lo reconociera a él y sus sucesores como regente, reemplazando al antiguo funcionario otomano en su rol.
A pesar de que Argel continuó formando parte del Imperio Otomano, el gobierno central dejó de tener influencia efectiva aquí. Las potencias marítimas europeas pagaron el tributo demandado por los gobernadores del Magreb. Las guerras napoleónicas desviaron la atención de las potencias europeas. En agosto de 1816 gran parte de las zonas costeras fueron bombardeadas fue un intento por parte del Reino Unido  con flota anglo-neerlandesa al mando del Almirante Lord Exmouth.
Pero cuando la paz regresó en 1815, Argel se encontró en guerra con España, Países Bajos, Prusia, Dinamarca, Rusia y Nápoles. Argelia y los Estados colindantes conocidos como los Estados Berberiscos.
El 14 de junio de 1830, 34 000 soldados franceses desembarcaron en Sidi Ferruch, a unos 27 km al oeste de Argel, y entraron en esta última el 5 de julio tras una campaña de tres semanas contra las fuerzas otomanas. Hussein Dey acordó rendirse a cambio de su libertad y la oferta de conservar su riqueza personal.
El 15 de julio de 1830, cinco días después de haberse rendido a los franceses, Huseein Dey dejó Argel con su familia, su harén y su fortuna personal a bordo de un barco francés. Gran parte de Argel fue saqueada tras la llegada de los franceses.
Diversas acciones conducirían a una guerra con  los Estados Unidos de América (Guerra de Trípoli y Segunda guerra berberisca).

## Argelia francesa (1830-1962)

### Colonialismo delsigloXIX

Expansión francesa en Argelia entre 1830 y 1962.

Los límites del Norte de África han cambiado durante diversas etapas de las conquistas. Las fronteras de la Argelia moderna fueron creadas por los franceses, quienes comenzaron a colonizar en 1830 (la invasión francesa empezó el 5 de julio). Para beneficiar a los colonos franceses (muchos de los cuales de hecho, no fueron de origen francés sino italiano, maltés y español y que casi la totalidad de ellos vivían en áreas urbanas), el norte de Argelia fue finalmente organizado en distintos departamentos de ultramar. Francia controló la totalidad del país, pero la población musulmana tradicional de las áreas rurales se mantuvieron separados. Como resultado de lo que Francia consideró un insulto al cónsul francés en Argel, Pierre Deval (fue abofeteado por Hussein Dey con un matamoscas tras una discusión), el rey Carlos X ordenó un bloqueo naval a Argelia, alegando el incidente diplomático como causus belli. Hussein Dey se fue al exilio. Se vio obligado a huir del Imperio Otomano. Huyó al Deylik de Argel, un país que era de facto independiente del Imperio Otomano, similar a los demás países de la costa berberisca. Para enfrentarse a los franceses, Tras el desembarco francés los otomanos enviaron 7000 jenízaros, 19 000 soldados de los beys de Constantina y de Orán, y unas 17 000 cabilas bereberes para combatir a los ejércitos franceses.
La colonización francesa penetró gradualmente hacia el sur, y llegó a tener un profundo impacto. La conquista europea fue respondida pronto con una rebelión, liderada por Abdel Kadir, quien le costó una década a las tropas francesas para eliminarlo. En 1848, el norte de Argelia estaba sometido al dominio francés, y el nuevo gobierno de la Segunda República declaró las tierras ocupadas como parte integral de Francia. Se organizaron tres departamentos: Argel, Orán y Constantina.
En adición y para endurecer la condición de ser gobernados por una potencia no musulmana extranjera, muchos argelinos perdieron sus tierras frente a los colonos o al gobierno. Los líderes tradicionalistas fueron eliminados, y el sistema educativo tradicional fue desmantelado; las estructuras sociales fueron rehechas. En 1865, Napoleón III les permitió ser ciudadanos franceses a los nacidos en Argelia de padres franceses en 1870, la ciudadanía francesa fue aplicada automáticamente a los nativos judíos, lo que enfadó a muchos musulmanes anticoloniales, los cuales vieron a los judíos como cómplices del poder colonial. Con la formación de nuevas clases sociales, las cuales, tras propagar ideas de igualdad y libertad política, ayudarían a propulsar el país a la independencia.
La Guerra contra Prusia y posteriormente las dos Guerras Mundiales, supusieron un enorme esfuerzo económico exigido a Argelia por su metrópoli. Miles de bajas se produjeron en su población, 1500.000 soldados musulmanes argelinos pelearon por la libertad de Francia, sin embargo el esfuerzo bélico no fue reconocido al no otorgarse pensiones militares a los heridos y lisiados. La falta de estatus  político en el sistema colonial los dejaba sin voz ni voto en los asuntos de Argelia.

### Auge del nacionalismo argelino y la resistencia francesa
Una nueva generación de liderazgo islámico emergió en Argelia durante la Primera Guerra Mundial y creció hasta las décadas de 1920 y 1930. Varios grupos opositores al gobierno francés aparecieron, los más notables de ellos fueron el Frente de Liberación Nacional y el Movimiento Nacional Argelino.

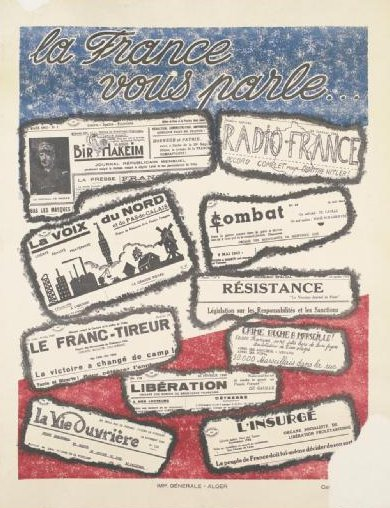
Afiche para recolectar soporte de los argelinos durante la Segunda Guerra Mundial. "Francia os está hablando" con recortes de periódicos de la Resistencia Francesa desde 1942 hasta 1943.

Los colonos, o más popularmente conocidos como pieds noirs (literalmente pies negros) dominaron el gobierno y controlaron el grosor de la riqueza de Argelia. Durante toda la era colonial, estos continuaron bloqueando o retrasando todos los intentos de implementar incluso las más modestas reformas. Pero de 1933 a 1936, la demanda social y las crisis políticas y económicas en Argelia indujeron a la población nativa a cometer actos de protesta política. El gobierno respondió con leyes más restrictivas respecto al orden público y la seguridad. Los argelinos musulmanes reforzaron el bando francés al inicio de la Segunda Guerra Mundial, tal como lo hicieron en la Primera. Pero los colonos en general simpatizaban con el régimen colaboracionista de Vichy. Tras la caída del régimen de Vichy en Argelia (11 de noviembre de 1942) como resultado de la Operación Torch, el comandante en jefe de la Francia Libre del Norte de África rescindió las leyes represivas de Vichy, a pesar de la oposición de los colonos extremistas.
En marzo de 1943, el líder musulmán Ferhat Abbas se presentó a la administración francesa con el Manifiesto del Pueblo Argelino, firmado por 56 nacionalistas de argelinos y líderes internacionales. El manifiesto demandó una constitución argelina que pudiera garantizar participación política inmediata y efectiva e igualdad legal para los musulmanes. En lugar de eso, la administración, en 1944, instituyó una reforma basada en el Plan Viollette de 1936, que garantizaba la ciudadanía francesa completa solo a ciertas categorías de meritorios argelinos musulmanes, los cuales oscilaban entre 60.000. En abril de 1945, arrestaron al líder nacionalista Messali Hadj. El 1 de mayo los seguidores de su partido, el Parti du Peuple Algérien (PPA) participó en manifestaciones que fueron violentamente aplacadas por la policía. Varios manifestantes resultaron muertos. La tensión entre los musulmanes y los colonos explotó el 8 de mayo de ese mismo año, durante el Día de la Victoria en Europa, cuando una marcha musulmana fue recibida con violencia, los manifestantes atacaron. El ejército y la policía respondieron con un prolongado y sistemático rastrillaje de los supuestos centros de disidencia. De acuerdo con las cifras oficiales, 1500 musulmanes murieron como resultado de las medidas tomadas. Otras estimaciones varían desde 6000 hasta 45 000 muertos. Muchos nacionalistas llegaron a la conclusión de que la independencia no se lograría de manera pacífica, por lo que comenzaron a organizar una violenta rebelión.

## Argelia independiente (desde 1962)
Tras décadas de demanda para una mayor autonomía, se desencadenó la guerra de independencia que  se libró entre los ejércitos Francia y el Frente de Liberación Nacional de Argelia durante 7 años y culminó con la victoria de Argelia y la subsecuente independencia de la colonia. El largo conflicto se caracterizó por guerrillas, la lucha de los maquis y el uso de la tortura por parte de Francis, lo que condujo a más de 250.000 bajas argelinas y el colapso de la Cuarta República Francesa.
Parte de los colonos y los argelinos de origen europeo o judío  (llamados pieds-noirs) y los argelinos musulmanes que habían apoyado a la Argelia Francesa (los llamados harkis) debieron huir tras la Independencia.
En 1962 comenzó un período de relativa estabilidad bajo un gobierno simpatizante del socialismo cuando tras medio año de gobierno previsional se celebraron las primeras elecciones de la historia, resultando electo Ahmed Ben Bella, héroe de la independencia, perteneciente a la tendencia de izquierda del FLN y el primer presidente de la República Argelina Democrática y Popular, durante su mandato otorgó derechos políticos a las mujeres y la igualdad ante la ley, suprimió la sharia, prohibió la censura, decreto una amnistía general para quienes habían luchado contra la independencia,
nacionalizó varias industrias y estableció buenas relaciones con otros estados árabes en el marco del panarabismo, se decretó un reparto de tierras productivas abandonadas la Revolución Agraria, se instauró la medicina gratuita, la escolarización obligatoria y la arabización de la enseñanza. Además, se nacionalizaron los servicios públicos como el ferrocarril, los puertos y la electricidad. Entre las medidas tomadas por su gobierno están: jornada laboral de 8 horas, estableció un salario mínimo, el reconocimiento de los derechos de la mujer, la reforma agraria y la rebaja de la tarifa eléctrica. A principios de 1964 decreto otra amnistía para los colaboradores del régimen colonial lo que permitió a 20.000 emigrados regresar al país. Sin embargo en 1964 Francia llevó adelante un bloque de los puertos argelinos tras la nacionalización del petróleo amenazando con tomar Argel para recuperar su colonia. Tras la presión de los países árabes y la ayuda de la Urss finalmente en 1965 Francia reconoce la independencia de Argelia firmando un tratado de paz y comercio, sin embargo meses después del mismo financiaría el golpe de Estado contra Ben Bella.
El 19 de junio de 1965 un grupo de militares con respaldo y financiamiento de Francia derrocaron al Presidente Ahmed Ben Bella.
Tras un vacío de poder asume  Houari Boumedienne otro líder de la Independencia se convirtió en el nuevo presidente de Argelia
En 1991 el Frente Islámico de Salvación (FIS) un partido político de tendencia islamofascista, fundada el 20 de febrero de 1989 como partido fundamentalista que buscaba hacer obligatoria la Sharia y declarar la Yihad a los infieles. Las presiones de occidente debido al pasado terrorista de varios miembros del Fis, y su programa fundamentalista provocó un golpe de Estado militar que expulsó al presidente Chadli Benyedid. El Ejército trató de impedir la llegada de los fundamentalistas islámicos al poder, se declaró el estado de emergencia. El fis declaró la guerra santa abriendo paso al período conocido como (Década Negra), décennie du terrorisme (Década del Terrorismo), o los années de plomb (Años de Plomo), un conflicto armado librado Argelia y varios grupos de terroristas islamiscos que empezó a principios de 1992  hasta el año  2002. El número de muertes se estima entre 150.000 y 200.000, los atentados y masacres generalizadas por parte de los grupos islamistas no terminaron hasta la paz y la consiguiente celebración de elecciones en 1997, donde fue elegido el exdirigente Abdelaziz Bouteflika. Tras casi una década de paz, el 11 de diciembre de 2007, dos bombas estallaron en zona céntrica de la ciudad. Más de 67 personas murieron en este atentado que fue atribuido al grupo Al Qaeda del Magreb Islámico, marcando el inicio del terrorismo de Al Qaeda en el Magreb.

La Cabilia sigue siendo un foco de agitación debido a la discriminación de la cultura amazig, mayoritaria en esta región.[cita requerida]